# Fronton (Górna Garonna)
Fronton – miejscowość i gmina we Francji, w regionie Oksytania, w departamencie Górna Garonna.
Według danych na rok 1990 gminę zamieszkiwało 3355 osób, a gęstość zaludnienia wynosiła 73 osób/km² (wśród 3020 gmin regionu Midi-Pireneje Fronton plasuje się na 98. miejscu pod względem liczby ludności, natomiast pod względem powierzchni na miejscu 114.).

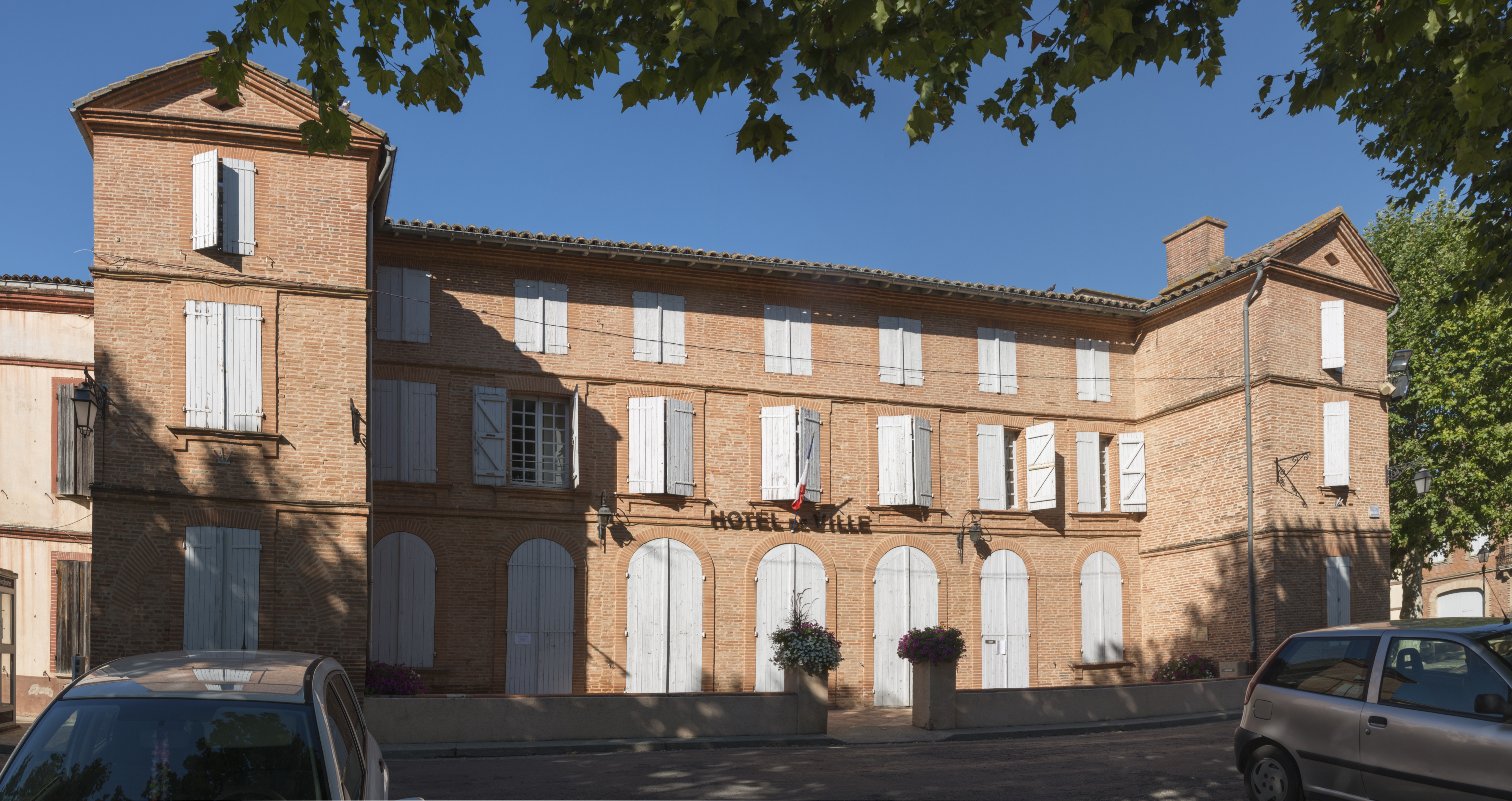
Il Ratusz.
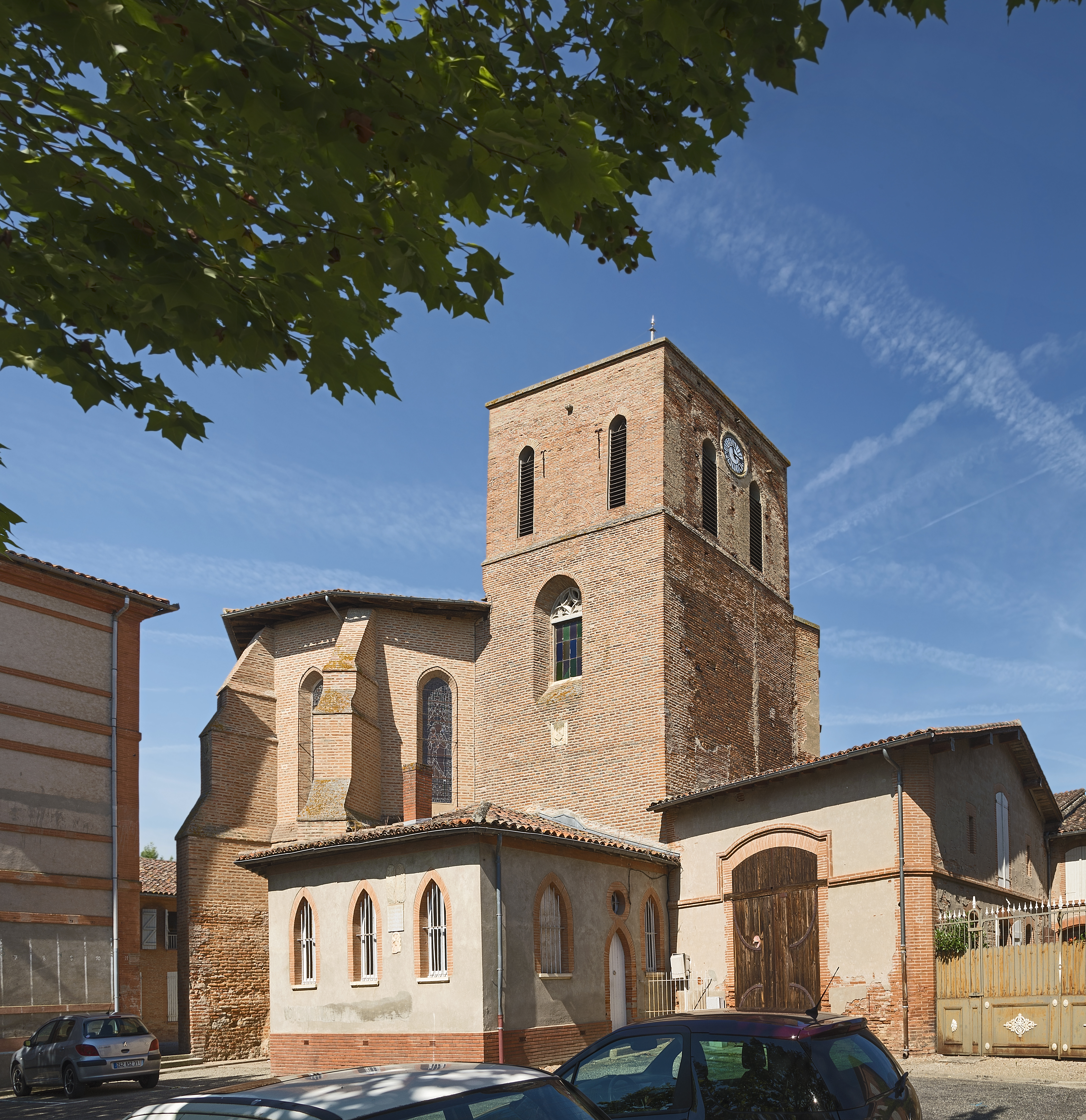
Kościół.
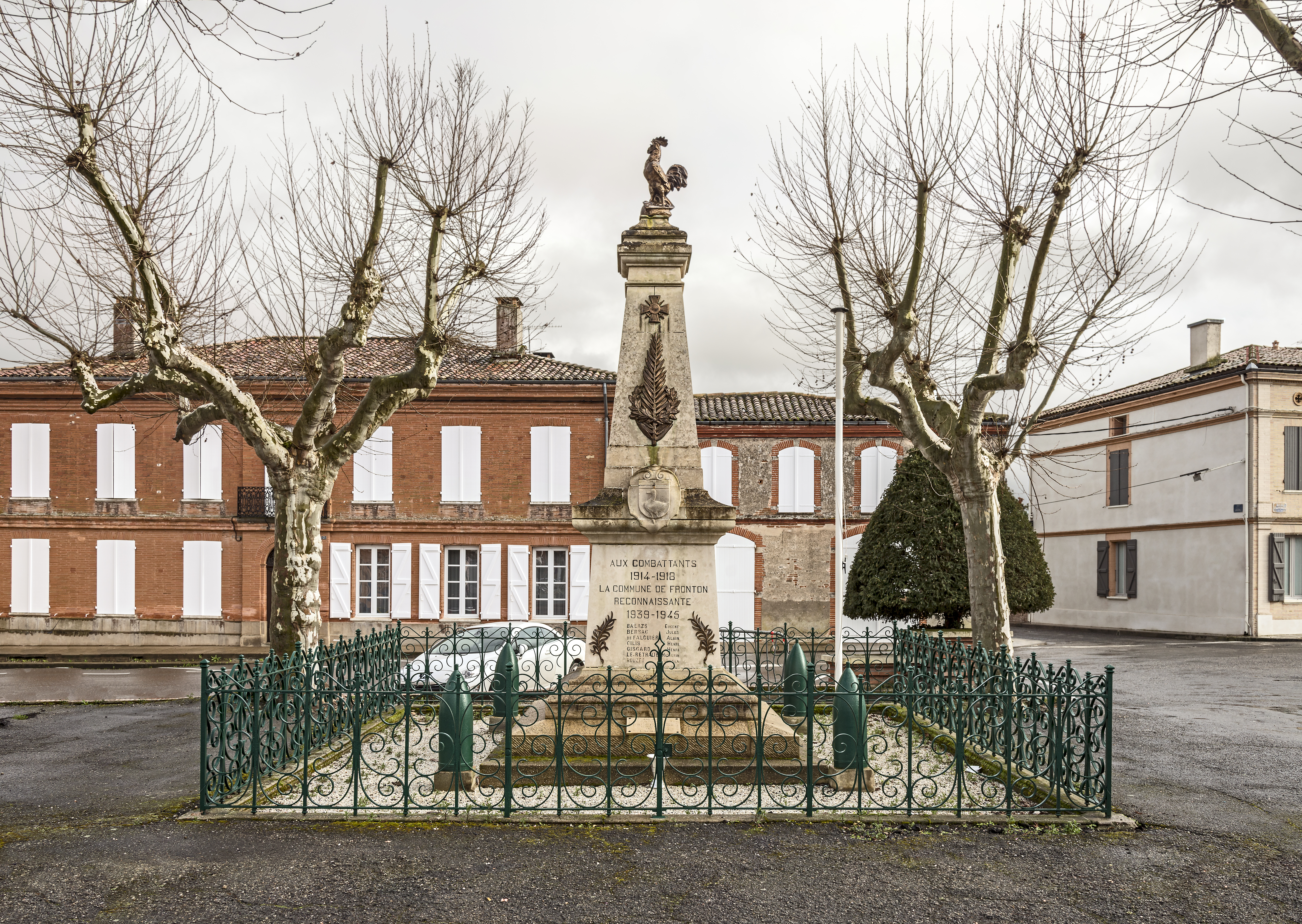
Pomnik wojenny.